# Diemen (motocicleta)
Diemen fou una marca valenciana de motocicletes, fabricades per Diego Mendiola a Elx, Baix Vinalopó, durant els anys 60. La motocicleta Diemen duia el conegut motor Cucciolo de Ducati.